# Нью-Лефт Рив'ю
«Нью-Лефт Рив'ю» (New Left Review, «Новий лівий огляд») — британський лівий теоретичний журнал, заснований в 1960 році.

## Історія
Утворений шляхом об'єднання журналу молодих лівих Перрі Андерсона та Стюарта Голла «Universities and Left Review» із журналом істориків-марксистів, що вийшли з Компартії Великої Британії, Джона Савілля та Едварда Томпсона «New Reasoner». Популяризував різні версії західного марксизму: грамшіанство, гуманістичний марксизм Франкфуртської школи, структуралістський марксизм Луї Альтюссера та ін.
Пов'язаний із видавництвом «Verso Books».

### Офіційна інтернет-сторінка
- New Left Review [Архівовано 8 березня 2021 у Wayback Machine.]

### Українські переклади
- Чарльз Райт Міллс. Лист «новим лівим» (1960) [Архівовано 23 червня 2020 у Wayback Machine.]
- Герберт Маркузе. Перегляд поняття революції (1968) [Архівовано 4 квітня 2015 у Wayback Machine.]
- Норман Герас. Роза Люксембург: варварство і колапс капіталізму (1973) [Архівовано 8 квітня 2018 у Wayback Machine.]
- Франко Моретті. Припущення про всесвітню літературу (2000) [Архівовано 21 березня 2020 у Wayback Machine.]
- Іммануїл Валлерстайн. Нові бунти проти системи (2002) [Архівовано 2 березня 2021 у Wayback Machine.]
- Террі Іґлтон. Бекет і політика? (2006) [Архівовано 23 червня 2020 у Wayback Machine.]
- Перрі Андерсон. Нотатки про поточний момент (2007) [Архівовано 22 червня 2020 у Wayback Machine.]
- Девід Гарві. Право на місто (2008) [Архівовано 14 квітня 2021 у Wayback Machine.]
- Ненсі Фрейзер. Фемінізм, капіталізм і підступність історії (2009) [Архівовано 18 квітня 2021 у Wayback Machine.]
- Гопал Бакакріштан. Роздуми про стаціонарний стан (2009) [Архівовано 19 березня 2022 у Wayback Machine.]
- Ерік Гобсбаум: Світ розладнується (2010) [Архівовано 19 квітня 2021 у Wayback Machine.]
- Майк Девіс. Хто побудує ковчег? (2010) [Архівовано 14 квітня 2021 у Wayback Machine.]
- Іммануїл Валлерстайн. Структурні кризи (2010) [Архівовано 5 березня 2021 у Wayback Machine.]
- Роберт Вейд, Сітла Сіґурґейсдохтір. Уроки Ісландії (2010) [Архівовано 24 лютого 2021 у Wayback Machine.]
- Ділан Райлі. Спадкоємці Бернштейна (2012) [Архівовано 18 квітня 2021 у Wayback Machine.]
- Сюзан Воткінс. Анексії (2014) [Архівовано 22 червня 2020 у Wayback Machine.]
- Володимир Іщенко. Міфології Майдану. Рецензія на книжку Ендрю Вілсона «Українська криза» (2015) [Архівовано 19 грудня 2017 у Wayback Machine.]
- Вольфганг Штрек. Друга теорія Енгельса: технології, війна та зростання держави (2020) [Архівовано 19 квітня 2021 у Wayback Machine.]
- Йоран Терборн. Мрії та кошмари середніх класів світу (2020) [Архівовано 9 жовтня 2020 у Wayback Machine.]